# René Théodore Berthon

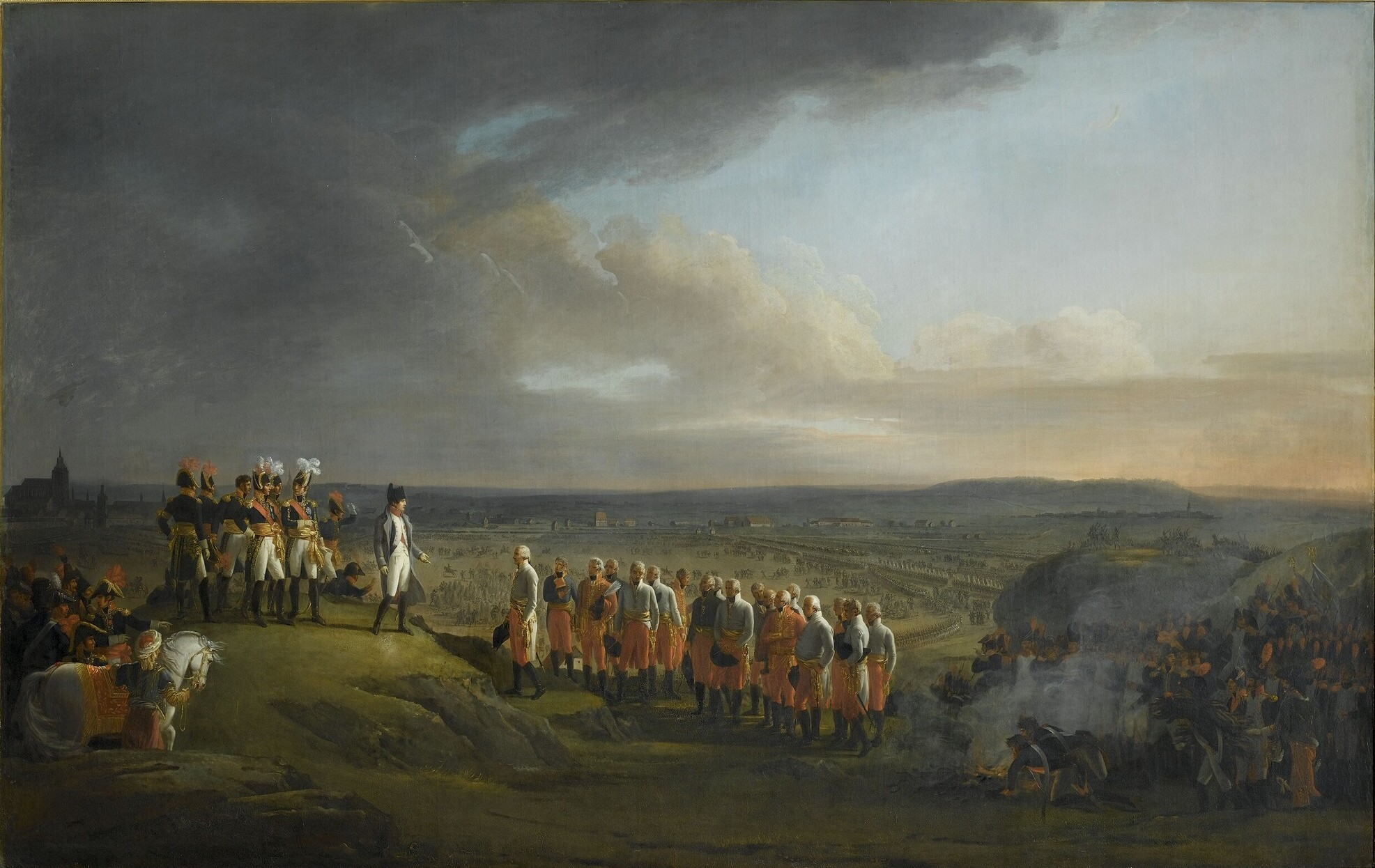
Kapitulace u Ulmu, 1806, muzeum Versailles

René Théodore Berthon (17. července 1776, Tours – 7. dubna 1859, Paříž) byl francouzský malíř, žák Davida. Jeho synem byl malíř George Théodore Berthon.

## Životopis
Maloval portréty, historické a mytologické výjevy. V letech 1806 až 1842 vystavoval svá díla na Salonu. Jeho obrazy se vyznačují dobrou kompozicí, ale postrádají čistotu stylu jeho mistra.

## Dílo
- Plukovník Rampon, v čele 32. půlbrigády, bránící pevnost Monte-Legino, 10. dubna 1796 ; Versailles
- Kapitulace u Ulmu, 1806, Versailles
- Pasáž Vévody z Berry v Caen, 1824, Musée des Beaux-Arts de Caen
- Manželství svaté Kateřiny, 1842